# .30 Newton
El.30 Newton es un cartucho de rifle de fuego central diseñado por Charles Newton, quien se basó en el calibre alemán 11.2x72 Schuler.

## Historia
Originalmente conocido como el "30 Adolph Express", en honor a Fred Adolph, un armero migrante de origen alemán de la época, quién había dado la idea de ajustar el cuello de los casquillos de los calibres alemanes de la época para lograr cartuchos con fines de caza que generasen mayores velocidades y que trabajó con Charles Newton.
Newton Arms Company fue el único fabricante de rifles recamarados en este calibre que no debe ser confundido con el.30 Belted Newton, también conocido como el.30-338, el cual no fue diseñado por Charles Newton.

## Performance
El. 30 Newton, considerado el primer "300 Magnum" es balísticamente comparable con el.300 Winchester Magnum, con pólvoras lentas modernas. Logrando aproximarse a los 3,200 pies por segundo con un proyectil de 150 granos y 2,900 pies por segundo con un proyectil de 180 granos.

## Uso deportivo
Aunque es una buena opción para la caza mayor de cualquier especie norteamericana, además de ser considerado el primer "300 Magnum" el.30 Newton es un cartucho obsoleto y está descontinuado, en parte debido a la escasez de insumos durante la Segunda Guerra Mundial.
Los casquillos de 30 Newton pueden fabricarse con casquillos de .375 Ruger, razón por la que muchos suponen que Ruger basó su cartucho en el casquillo del 30 Newton. el latón del 8x68S también puede ser utilizado.